# Scopula rubellata
Scopula rubellata är en fjärilsart som beskrevs av Carl Freiherr von Gumppenberg 1892. Scopula rubellata ingår i släktet Scopula och familjen mätare. Inga underarter finns listade.